# Alcool alilic
Alcoolul alilic  (IUPAC: prop-2-en-1-ol) este un compus organic cu formula chimică CH2=CHCH2OH. Ca majoritatea alcoolilor, este un compus lichid, incolor și hidrosolubil, dar mai toxic decât alcoolii tipici cu moleculă mică. Este utilizat în procesul de sinteză al glicerolului, dar mai este și un precursor pentru plastifianți.

## Obținere
Alcoolul alilic poate fi obținut prin mai multe metode. A fost preparat pentru prima dată în anul 1856 de către Auguste Cahours și August Hofmann în urma reacției de hidroliză a iodurii de alil. În prezent, compusul este obținut la nivel industrial în urma reacției de hidroliză în mediu bazic a clorurii de alil:
{\displaystyle {\ce {CH2=CHCH2Cl + NaOH -> CH2=CHCH2OH + NaCl}}}
Compusul mai poate fi obținut și printr-o reacție de transpoziție a oxidului de propilenă, reacția care este catalizată de alaun de potasiu sau fosfat de litiu la temperaturi înalte (270-320 ° C).
O metodă aplicabilă în laborator pornește de la glicerină, care este esterificată cu acid formic, iar apoi prin descompunere termică se obține alcoolul alilic: